# Civitella d'Arna
Civitella d'Arna è una frazione del comune di Perugia (PG).
Il paese, popolato da 347 abitanti, si trova sulla sommità di una piccola collina (333 m s.l.m.) lungo la  Strada Fabrianese, a circa 9 km ad est di Perugia. Da Civitella d'Arna si ha una vista di Perugia lungo tutto il suo asse principale, dai campanili di San Pietro e di San Domenico, alla Fortezza Paolina, al campanile del Palazzo comunale, a Porta Sole, al Convento di Monteripido. E poi, dall'altra parte di Civitella d'Arna, Assisi, Spello, Trevi, Bastia, la cupola di Santa Maria degli Angeli, fino a Foligno, Bevagna, Montefalco, fino alla Rocca di Spoleto.

## Storia
La città, un tempo importante, vanta origine umbre anche se gli etruschi furono i principali artefici del suo sviluppo, nel IV secolo a.C. Il nome originale Arna, in etrusco, significa "corrente del fiume", dovuto probabilmente al fatto che la città sorgeva tra due grandi corsi d'acqua, il Tevere ed il Chiascio (un piccolo torrente present a tutt'oggi è chiamato Rio d'Arno). Arna si sviluppò anche durante il periodo romano, tanto che intorno al VI secolo era sede vescovile. Il suo declino cominciò con le devastazioni portate dal passaggio delle orde barbariche di Totila e terminò con le lotte secolari fra Bizantini e Longobardi.
Solo verso il XIII secolo venne ultimato il castello di Civitella d'Arna, tuttora presente, sulle rovine poste in cima al colle. Un gran numero di reperti e vestigia delle epoche passate, rinvenute in loco, sono custoditi tuttora presso il Museo Archeologico di Perugia.
Nel 2004, in seguito ad una petizione rivolta dall'allora Arcivescovo di Perugia, mons. Giuseppe Chiaretti, al Prefetto della Congregazione per i Vescovi, è stata ripristinata l'antica diocesi estinta di Arna, in qualità di "Sede Titolare Vescovile della Chiesa cattolica" (in una diocesi titolare, il titolo viene attribuito a vescovi che hanno ruoli diplomatici e non prettamente pastorali). Nel settembre 2005, mons. Camillo Ballin, vicario apostolico del Kuwait, è stato nominato Vescovo Titolare di Arna.

## Monumenti e luoghi d'interesse
- Il castello (XIII secolo) costruito su fondamenta di antiche cisterne romane, i cui resti sotterranei sono osservabili tuttora. Rimaneggiato più volte per ospitare i signori locali (i Sozi, i Degli Azzi Vitelleschi, gli Spinola, fino agli attuali proprietari, i Baldelli), conserva il bastione di ingresso e un bell'arco del XIV secolo. Tratti di mura etrusco-romane sono ancor oggi individuabili nelle mura esterne.
- Chiesa parrocchiale interna del castello (XIX secolo). In essa sono conservati un gonfalone attribuito a Bartolomeo Caporali (1492), una tavola del pittore perugino Domenico Bruschi, un crocifisso del XIX secolo, una formella di ceramica di Deruta della fine del XVI secolo e un affresco attribuito a Giannicola di Paolo, allievo del Perugino.
- Campane della chiesa (1850), in bronzo e del peso di 536, 264 e 127 kg.
- Resti dell'antica cappella del cimitero (XI secolo).
- Convento dei Padri Filippini (XVII secolo), sede estiva dei Filippini della Chiesa Nuova di Perugia. Anche questo convento usa per fondazioni mura di cisterne romane. La cappella (XIV secolo) conserva stucchi del XVIII secolo e una tela di Francesco Appiani.
- Fontana in località Osteria (1562), fatta costruire da Francesco di Orsino Sozi, su disegno dell'architetto Guido Caporali.
- Villa Floramonti (XVII secolo), lungo la strada che da Sant'Egidio porta a Civitella, fatta costruire dal cardinale Pompeo Floramonti.
- Testa in bronzo di Hypnos (I-II secolo d.C.), realizzata in bronzo 267, alta 21 cm, peso di 1 868,6 grammi, forse copia bronzea di un originale ellenistico. Rinvenuta nel 1860 a Civitella d'Arna e trafugata all'estero, oggi è esposta al British Museum nella collezione Castellani.